# John Herbert Hollomon
 (mai 2025).
John Herbert Hollomon, né le 12 mars 1919 à Norfolk en Virginie et décédé le 8 mai 1985 à Boston, est un ingénieur métallurgiste américain. Connu pour ses travaux sur le fluage des métaux à haute température (paramètre de Zener-Hollomon), il est le fondateur de l’Académie nationale d'ingénierie des États-Unis (1964).

## Biographie
Hollomon soutint sa thèse de doctorat de métallurgie en 1946 au Massachusetts Institute of Technology (MIT). Il travailla pour les laboratoires de General Electric à Schenectady (dans l'État de New York), dont il devint d'ailleurs le directeur.
En 1962, il fut recruté comme secrétaire général adjoint pour la science et la technologie au département du Commerce des États-Unis. Là, il créa le Service des Sciences de l’Environnement (devenu par la suite la National Oceanic and Atmospheric Administration), le Conseil technique du commerce et dressa le programme des State Technical Services. Au milieu de l'année 1967, il quitta le gouvernement pour l'université de l'Oklahoma dont il fut vice-président une année, et président deux autres années.
En 1970, Hollomon retourna au MIT comme consultant auprès du président de cette université puis comme professeur de sciences de l'ingénieur. En 1983, il partit pour l’université de Boston, où il exerça jusqu'à sa mort. 

## Hommage
Un bâtiment de l’université de l'Oklahoma, Hollomon Hall, a été nommé en son honneur.

## Sources
- (en) Cet article est partiellement ou en totalité issu de l’article de Wikipédia en anglais intitulé « John Herbert Hollomon, Jr. » (voir la liste des auteurs).
- (en) Hommage de l’Académie nationale d'ingénierie américaine à son fondateur